# Гујиће
Гујиће је насеље у Србији у општини Тутин у Рашком округу. Према попису из 2022. било је 109 становника.

## Демографија
У насељу Гујиће живи 101 пунолетни становник, а просечна старост становништва износи 36,6 година (37,3 код мушкараца и 35,8 код жена). У насељу има 30 домаћинстава, а просечан број чланова по домаћинству је 4,43.
Ово насеље је великим делом насељено Бошњацима (према попису из 2002. године), а у последња три пописа, примећен је пад у броју становника. Из овог села су: Ганевићи, Хаџићи, Ђондићи и Лековићи.
|  |

| Демографија | Демографија | Демографија |
| Година      | Становника  | Становника  |
| ----------- | ----------- | ----------- |
| 1948.       | 153         |             |
| 1953.       | 205         |             |
| 1961.       | 246         |             |
| 1971.       | 277         |             |
| 1981.       | 313         |             |
| 1991.       | 250         | 226         |
| 2002.       | 133         | 192         |

| Етнички састав према попису из 2002.‍ | Етнички састав према попису из 2002.‍ | Етнички састав према попису из 2002.‍ | Етнички састав према попису из 2002.‍ | Етнички састав према попису из 2002.‍ |
| ------------------------------------ | ------------------------------------ | ------------------------------------ | ------------------------------------ | ------------------------------------ |
|                                      |                                      |                                      |                                      |                                      |
| Бошњаци                              | Бошњаци                              |                                      | 126                                  | 94,73%                               |
| Муслимани                            | Муслимани                            |                                      | 2                                    | 1,50%                                |
| непознато                            | непознато                            |                                      | 5                                    | 3,75%                                |

| Година пописа     | 1948. | 1953. | 1961. | 1971. | 1981. | 1991. | 2002. |
| ----------------- | ----- | ----- | ----- | ----- | ----- | ----- | ----- |
| Број домаћинстава | 22    | 26    | 32    | 38    | 40    | 34    | 30    |

| Број чланова      | 1 | 2 | 3 | 4 | 5 | 6 | 7 | 8 | 9 | 10 и више | Просек |
| ----------------- | - | - | - | - | - | - | - | - | - | --------- | ------ |
| Број домаћинстава | 3 | 4 | 4 | 6 | 3 | 3 | 4 | 2 | 1 | 0         | 4,43   |

| Пол    | Укупно | Неожењен/Неудата | Ожењен/Удата | Удовац/Удовица | Разведен/Разведена | Непознато |
| ------ | ------ | ---------------- | ------------ | -------------- | ------------------ | --------- |
| Мушки  | 52     | 21               | 29           | 2              | 0                  | 0         |
| Женски | 52     | 17               | 33           | 2              | 0                  | 0         |
| УКУПНО | 104    | 38               | 62           | 4              | 0                  | 0         |

| Пол    | Укупно                    | Пољопривреда, лов и шумарство | Рибарство                            | Вађење руде и камена | Прерађивачка индустрија       |
| ------ | ------------------------- | ----------------------------- | ------------------------------------ | -------------------- | ----------------------------- |
| Мушки  | 40                        | 32                            | 0                                    | 0                    | 4                             |
| Женски | 26                        | 16                            | 0                                    | 0                    | 10                            |
| УКУПНО | 66                        | 48                            | 0                                    | 0                    | 14                            |
| Пол    | Производња и снабдевање   | Грађевинарство                | Трговина                             | Хотели и ресторани   | Саобраћај, складиштење и везе |
| Мушки  | 0                         | 3                             | 0                                    | 0                    | 0                             |
| Женски | 0                         | 0                             | 0                                    | 0                    | 0                             |
| УКУПНО | 0                         | 3                             | 0                                    | 0                    | 0                             |
| Пол    | Финансијско посредовање   | Некретнине                    | Државна управа и одбрана             | Образовање           | Здравствени и социјални рад   |
| Мушки  | 0                         | 0                             | 0                                    | 1                    | 0                             |
| Женски | 0                         | 0                             | 0                                    | 0                    | 0                             |
| УКУПНО | 0                         | 0                             | 0                                    | 1                    | 0                             |
| Пол    | Остале услужне активности | Приватна домаћинства          | Екстериторијалне организације и тела | Непознато            | Непознато                     |
| Мушки  | 0                         | 0                             | 0                                    | 0                    | 0                             |
| Женски | 0                         | 0                             | 0                                    | 0                    | 0                             |
| УКУПНО | 0                         | 0                             | 0                                    | 0                    | 0                             |